# Megaloceros
Megaloceros és un gènere de mamífer artiodàctil extint de la família dels cèrvids. Les astes creixien més ràpidament que la resta del cos. Se n'han trobat restes fòssils arreu d'Euràsia.
S'extingiren el desè mil·lenni abans de Crist aproximadament.

## Taxonomia
- M. algarensis
- M. algericus
- M. antecedens
- M. cazioti
- M. cretensis
- M. dawkinsi
- M. giganteus
- M. luochuanensis
- M. obscurus
- M. pachyosteus
- M. savini[2]
- M. verticornis